# Hanadi Jaradat
Hanadi Tayseer Abdul Malek Jaradat (Arabisch: هنادي تيسير عبدالمالك جردات) (Jenin, 22 september 1975 – Haifa, 4 oktober 2003) was een Palestijnse vrouw uit de plaats Jenin op de Westelijke Jordaanoever.
Ze was net 28 jaar oud toen ze zichzelf op 4 oktober 2003 opblies in het populaire strandrestaurant Maxim in de Israëlische stad Haifa. Daarbij kwamen ten minste 21 Arabieren en Joden om en raakten 51 personen gewond. Onder de slachtoffers waren twee gezinnen en vijf kinderen, onder wie een twee maanden oude baby. De eigenaren van het restaurants waren Arabisch en Joods.
Jaradat was lid van de islamitische terroristen groep Islamitische Jihad en was advocaat-stagiaire. Volgens onderzoeksrapportages en verklaringen van familieleden werd ze tot haar daad gedreven door de dood van haar verloofde en broer. Beiden werden gedood in haar bijzijn door een undercover actie van het Israëlische leger.

## Sneeuwwitje en de waanzin van de waarheid
Op 16 januari 2004 kwamen Jaradat en haar 72 slachtoffers weer even in het nieuws toen Zvi Mazel, de Israëlische ambassadeur in Zweden, in het Historisch Museum in Stockholm vernielingen aanrichtte aan het kunstwerk Sneeuwwitje en de waanzin van de waarheid. Dit kunstwerk van de Zweedse Gunilla Skold Feiler en haar Israëlisch-Zweedse echtgenoot Dror Feiler, bestaat uit een foto van Jaradat, gemonteerd op een bootje dat drijft in een zee van 'bloed'. Mazel trok de stekkers van drie schijnwerpers los, en smeet een schijnwerper in het 'bloed' waarbij hij kortsluiting veroorzaakte. De schade was snel verholpen. Terwijl Mazel het gebouw werd uitgeleid, zei hij tegen de directeur dat het kunstwerk het begin was van een tweede Holocaust. De Israëlische premier Ariël Sharon schaarde zich achteraf achter de ambassadeur.